# (3180) Morgan
(3180) Morgan (1962 RO) est un astéroïde de la ceinture principale, découvert le 7 septembre 1962 à l'observatoire Goethe Link près de Brooklyn, dans l'Indiana. Il a une magnitude absolue de 14,6.
Il est nommé d'après l'astronome américain William Wilson Morgan.